# Sankt Paulskatedralen
Sankt Paulskatedralen (engelska: Saint Paul’s Cathedral) är en katedral i London, inom Londons stift av Engelska kyrkan, och därmed även säte för den anglikanska biskopen av London. Kyrkan är en av Londons mest välkända byggnader. Bygget av Sankt Paulskatedralen, så som den ser ut i sin nuvarande form, inleddes 1675 och avslutades 1710. Arkitekt var Sir Christopher Wren. Sankt Paulskatedralen är den största kyrkan i norra Europa och den är den näst största katedralen i världen.

## Byggnadssätt
Sankt Paulskatedralen är byggd på toppen av Ludgate Hill, den högsta punkten i City of London, och den är moderkyrka för Londons stift (eng. Diocese of London).
Katedralen är en långhusbyggnad med en längd på 152 meter med ett tvärskepp på 76 meter och en kupol som är 110 meter hög, inklusive korset. Fasaden i två våningar har två torn. Inne i katedralen finns statyer av hjältar och av lärda män.
Katedralens grundplan är utformad som ett latinskt kors, med en stor rund yta i korsmitten, där åtta pelare bär upp den väldiga kupolen. Saint Paul's är inte bara en av norra Europas största kyrkor utan också Englands enda klassicistiska katedral, ett resultat av avsevärda förändringar från Christopher Wrens ursprungliga plan för en kyrka i form av ett grekiskt kors med en enorm kupol med stöd av åtta pelare. Denna plan förkastades av religiösa och  politiska skäl. Kyrkans konstruktion har drag från gotiken, exempelvis bågarna bakom den övre delen av väggen. Som helhet betraktad är katedralen en klassicistisk kupolkyrka, som även har drag av barock. Katedralen är gravplats åt Kitchener, Horatio Nelson och Wellington.
I Sankt Paulskatedralen finns 12 kyrkklockor, däribland Storbritanniens och Brittiska öarnas tyngsta kyrkklocka, Great Paul. Den väger 17 ton.

## Historia

### Tidig historia
De två namn som är mest förknippade med upprättandet av den första Sankt Paulskatedralen är Sankt Mellitus och Sankt Erkenwald. Den förstnämnde, en munk som anlände till Storbritannien med Augustinus på ett uppdrag från Rom, som inleddes av att påven Gregorius den store, grundade Sankt Paulskatedralen 604 e.Kr. Sankt Erkenwald var abbot av Chertsey, vars invigning som biskop av London skedde 675 e.Kr., efter stadens korta utflykt till hedendom, bekräftade återkomsten av katolicismen i kyrkan. 

När den första katedralen hade brunnit, återuppbyggdes den i sten, (675–685). Den katedralen blev förstörd av en attack från vikingar och när en ny katedral fanns på plats förstördes den av brand 1087.

### Medeltiden

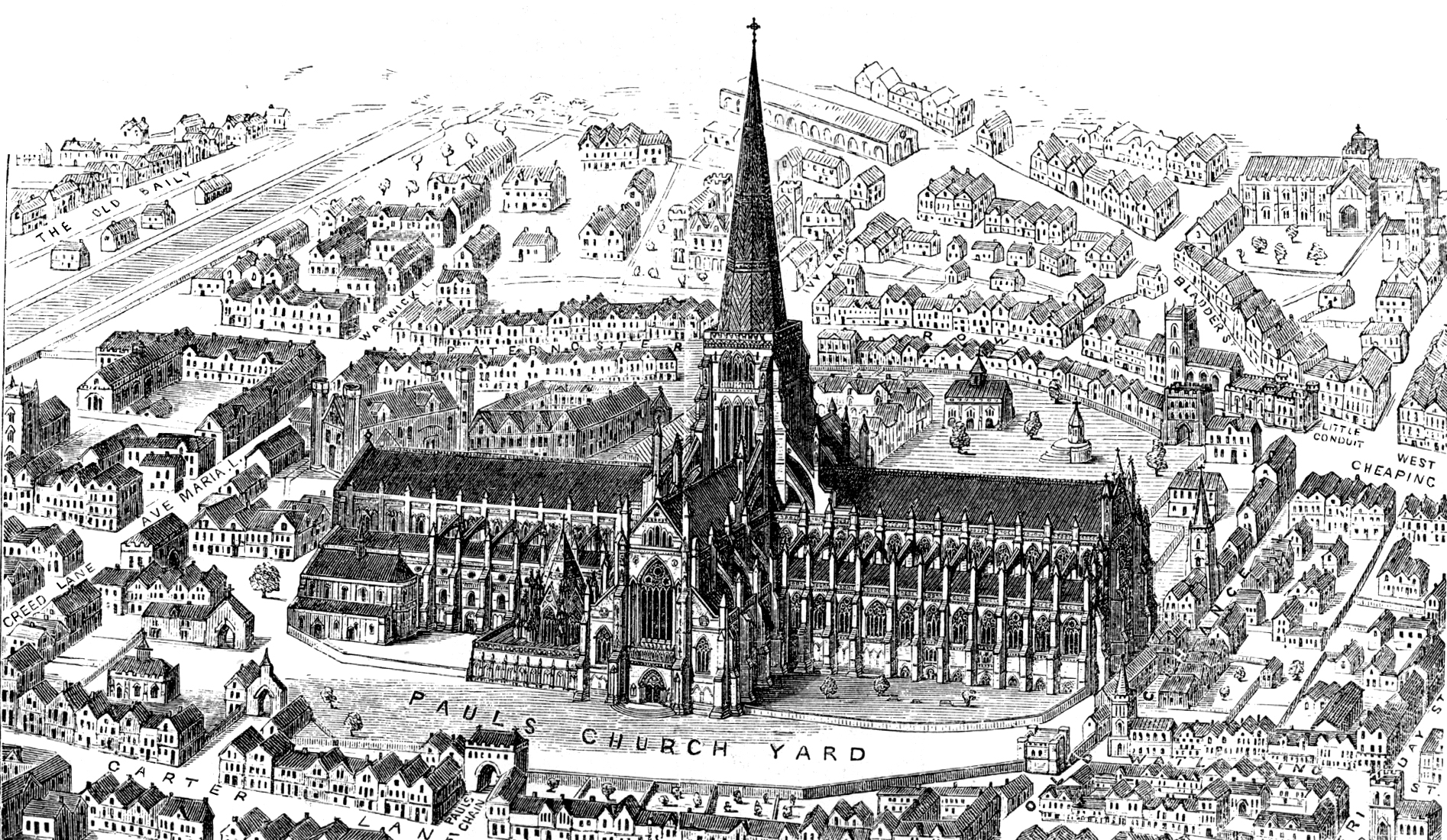
Rekonstruerad bild av Old St Paul's Cathedral före 1561, med intakt spira

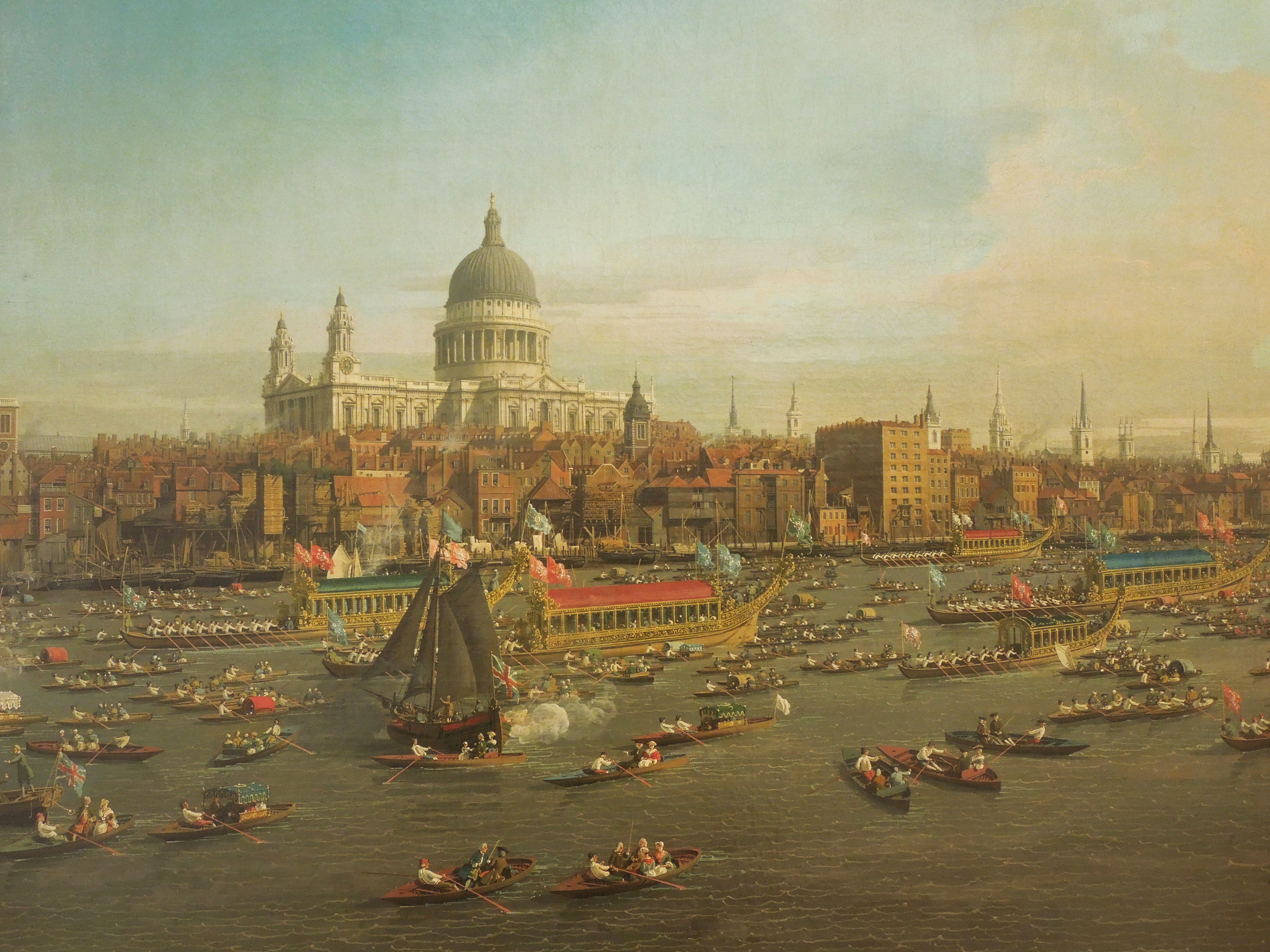
Canaletto: The River Thames with St. Paul's Cathedral on Lord Mayor's Day (1746; Lobkowicz Collections, Prag)

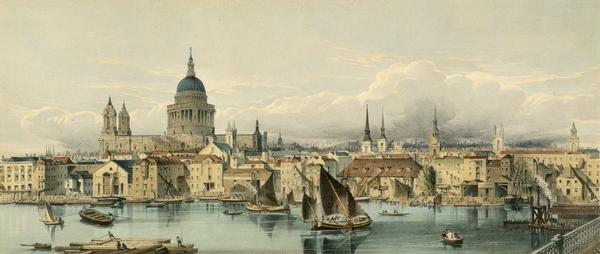
Boats on the River Thames and St Paul's Cathedral, 1850-talet

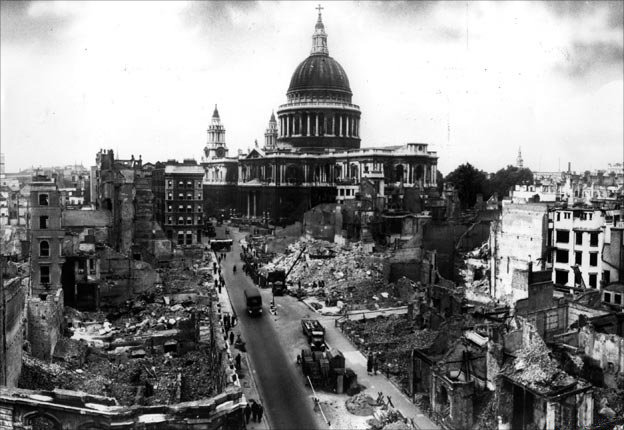
Sankt Paulskatedralen efter Blitzen.

Den fjärde katedralen, som kallades "Old Saint Paul's", stod, till skillnad från sina föregångare, kvar i nästan 600 år. Normanderna hade påbörjat den med sten från Caen. Under århundradena byggdes den ut. Till slut var den längre och högre än den katedral som finns nu, som ändå är näst störst efter Peterskyrkan i Rom.
Katedralens kor var den del av den nya byggnaden som blev först klar. Koret färdigställdes 1148, vilket gjorde det möjligt för katedralen att fungera som en plats för tillbedjan. Fram till reformationen i England var Sankt Paulskatedralen katolsk, och firandet av mässa, predikan, firandet av Alla helgons dag, mässor för de döda och ett kapell tillägnat Jungfru Maria spelade alla en roll i byggnadens liturgiska liv. Paulus kors var ett viktigt inslag i katedralens liv från åtminstone mitten av trettonhundratalet.

### Renässansen och reformationstiden
Katedralskolan återupprättades med nya stadgar strax öster om Paul's Cross 1512 av John Colet (1466–1519), en renässansforskare och vän till Erasmus av Rotterdam, som betraktade utbildning som en förutsättning för andlig förnyelse. Alla dessa företag, det andliga, det pedagogiska och medborgerliga, ägde rum inom eller bredvid den största byggnaden i medeltida England: längre, högre och bredare än den nuvarande byggnaden och rikt dekorerad.
Under reformationen i England rådde villervalla som påverkade katedralen. En stor del av den offentliga verksamheten ägde rum där; även om de inte alltid välkomnades av dem som hade hand om katedralen. Altarskåpet och högaltaret förstördes. Handel, sport och bollspel var vanligt, och ett av katedralens tvärskepp, Saint Paul’s Walk, blev en genväg och affärsgata.
Kung Henrik VIII:s regeringstid blev början till slutet för de många aspekter av det religiösa livet i katedralen som var förknippade med katolicismen. Helgedomen Saint Erkenwald plundrades och vågor av ikonoklasm följde, där helgedomar och bilder förstördes. Den fulla undertryckandet av katolsk tillbedjan utfördes under Edvard VI av den första protestantiske biskopen av London, Nicholas Ridley. Denne blev senare martyr, genom att han brändes på bål av Maria I: s regering 1555. Efter  återinförandet av de katolska ritualerna under Maria I, återupptogs protestantismen under Elizabeth I:s förste biskop av London, Edmund Grindal, 1559.
År 1561 förstörde en brand taket och spiran; taket ersattes, men inte spiran. År 1628 påbörjade en renovering av katedralen, och västfasaden fick en klassisk portik. Under engelska inbördeskriget avbröts renoveringen, och Cromwells trupper hade mittskeppet som stallplats för hästarna. Fönster och skulpturer förstördes och biskopens residens revs.

### Christopher Wren
År 1663 ombads den 31-årige arkitekten Christopher Wren att undersöka den fallfärdiga Sankt Paulskatedralen för att se hur den skulle kunna restaureras. Wrens råd blev att katedralen skulle rivas och man skulle bygga en ny. Detta råd avvisades. Då framlade Wren 6 olika förslag till åtgärder. Ett av dem antogs, en vecka före Stora branden i London 1666. Då förstördes katedralen till stor del. Det enda som kunde göras sedan, var att bygga upp katedralen på nytt. 1669, tre år efter branden, utnämndes Christopher Wren till "Surveyor of Works" och fick i uppdrag att bygga en ny kyrka för att ersätta den förstörda gotiska katedralen.
För den nya katedralen, som var den första som kom att uppföras för den anglikanska kyrkan, fick Wren i uppdrag att ”utarbeta en ståtlig och ädel konstruktion, lämpad för alla dess ändamål samt för stadens och nationens rykte”.[källa behövs] Han närmade sig uppgiften i den empiriska anda som präglades hans kolleger bland vetenskapsmännen i Royal Society, bland dem Robert Hooke som föreslog domens form, och han utarbetade undan för undan konstruktionen likt en serie experiment, allteftersom byggnaden restes.[källa behövs]
Trots att grunden lades 1675 och koret fullbordades 1697 fastställde Wren inte kupolens och västtornens definitiva form förrän efter 1700. Under arbetets lopp studerade han gravyrer av Bramantes ritningar till Peterskyrkan och Tempietto i Rom samt även nyare italienska och franska byggnader. Men Wrens fantasi eller uppfinningsrikedom, som är ännu mera uppenbar i hans geniala variationer på ritningar till församlingskyrkor, var i allt väsentligt praktisk, och Saint Paul's saknar helt den transcendentala andlighet, som gör sig påmind även i de mest intellektuellt präglade av alla italienska barockkyrkor.[källa behövs]
Katedralen byggdes under en relativt kort tidsperiod: den första stenen lades den 21 juni 1675 och byggnaden stod klar 1711.

### Andra världskriget
Katedralen klarade sig under andra världskriget och Blitzen trots att den anfölls och träffades av bomber 10 oktober 1940 och 17 april 1941. Vid flera tillfällen var katedralen nära förstörelse, bland annat desarmerades en bomb. En av de mest kända bilderna från London under kriget visar katedralen omgiven av bombade hus och hur katedralen tornar upp bland röken. Fotot togs av Herbert Mason.

### Terrorplaner
År 2019 arresterades Safiyya Amira Shaikh(en) för att ha planlagt ett terrorattentat i Islamiska statens namn. I juli 2020 dömdes Shaikh till livstids fängelse.

## Nationella firanden
Sankt Paulskatedralen är en av de stora kyrkor i London som används för firande av olika nationella högtider. Här hölls begravningarna för Lord Nelson, The Duke of Wellington, Winston Churchill och Margaret Thatcher. I samband med 25-, 50- och 60-årsdagarna av drottning Victorias och drottning Elizabeths II trontillträden har tacksägelsegudstjänster hållits i katedralen. När första och andra världskriget tog slut hölls särskilda fredsgudstjänster, vid den senare deltog uppemot 35 000 personer. Här ägde också den mycket uppmärksammade och tv-sända vigseln mellan prins Charles och Diana Spencer rum 1981.

## Bildgalleri

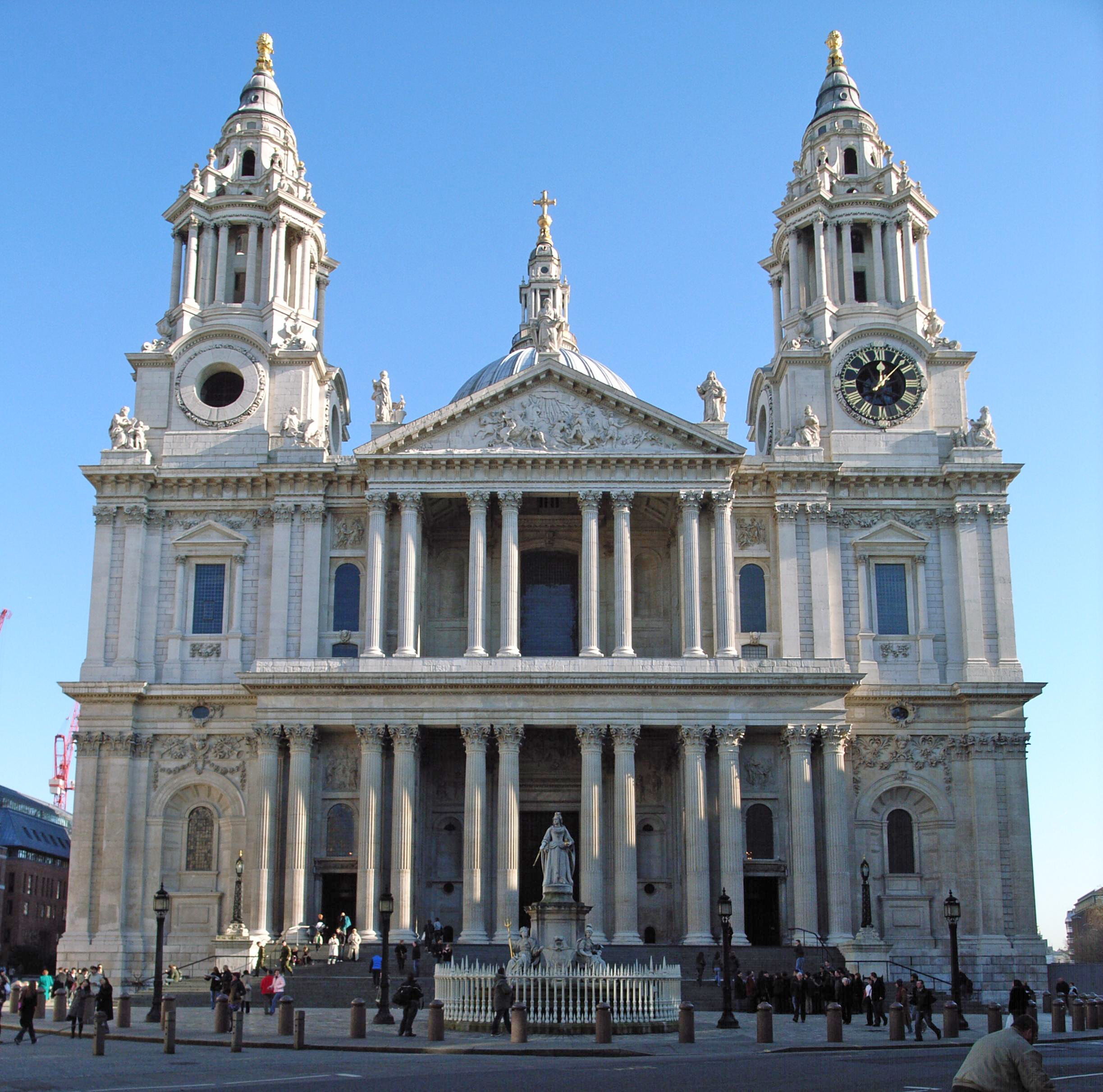
västfasaden
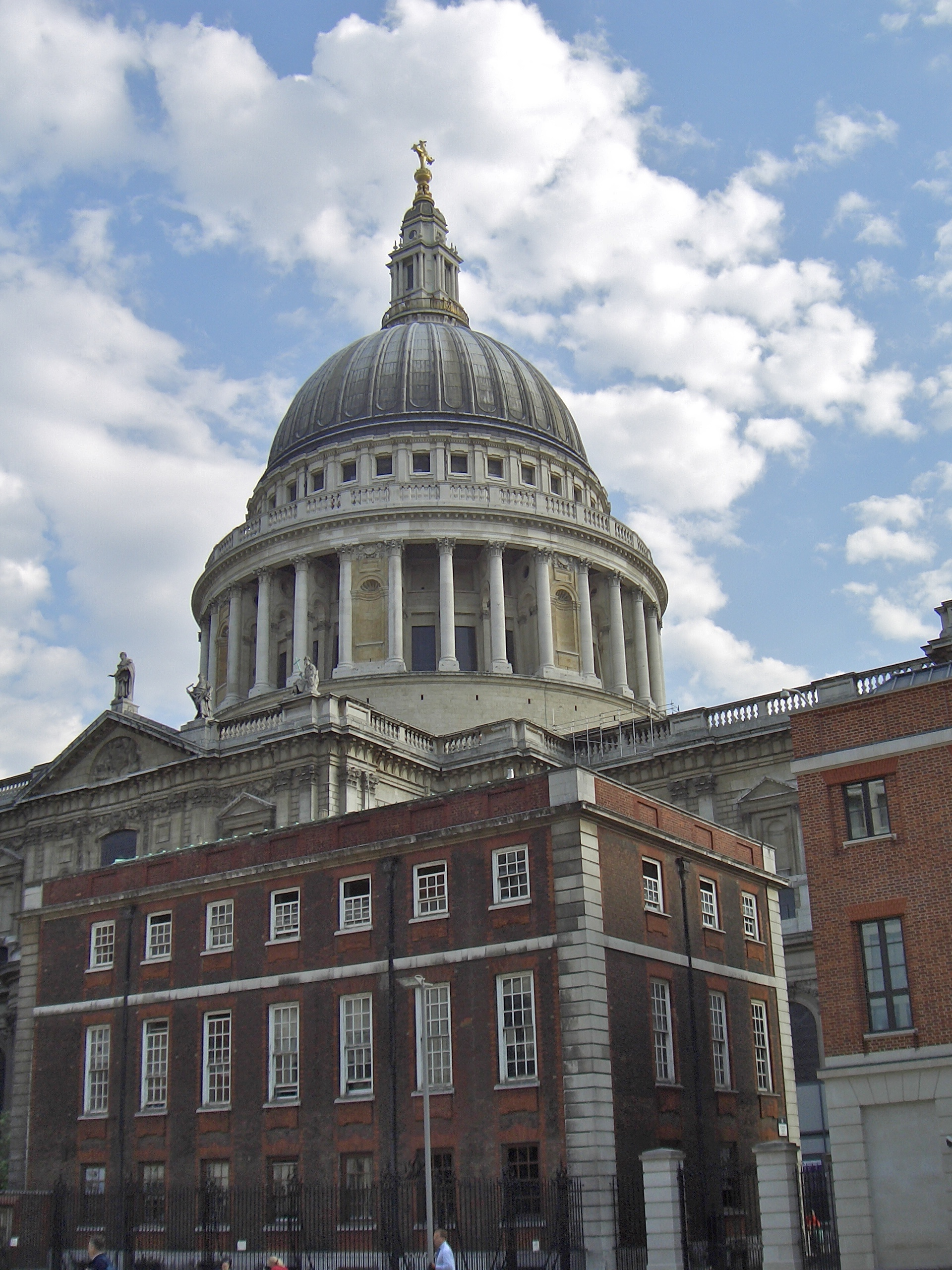
Norra sidan, med Kapitelhuset
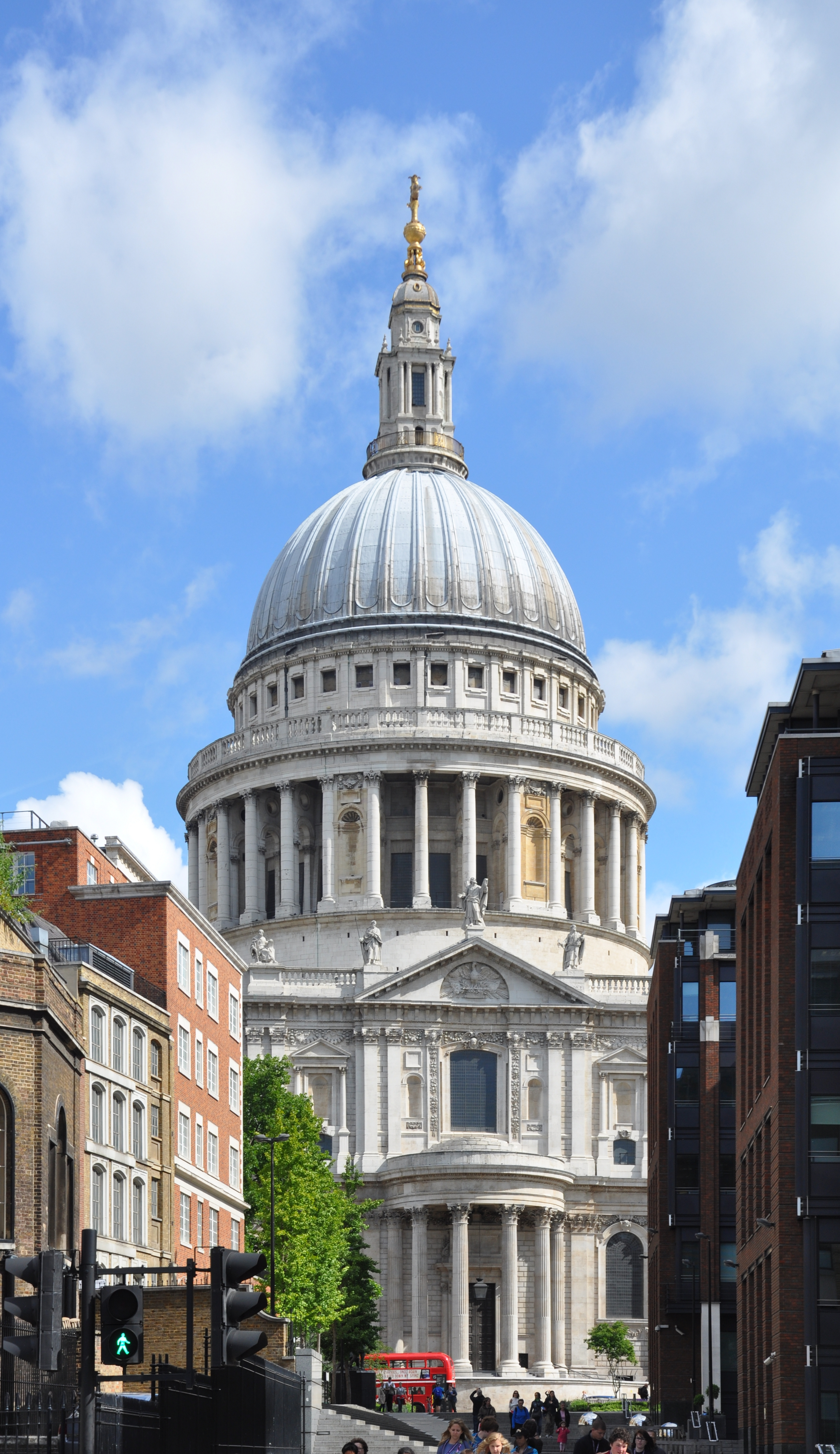
Södra tvärskeppet och kupolen
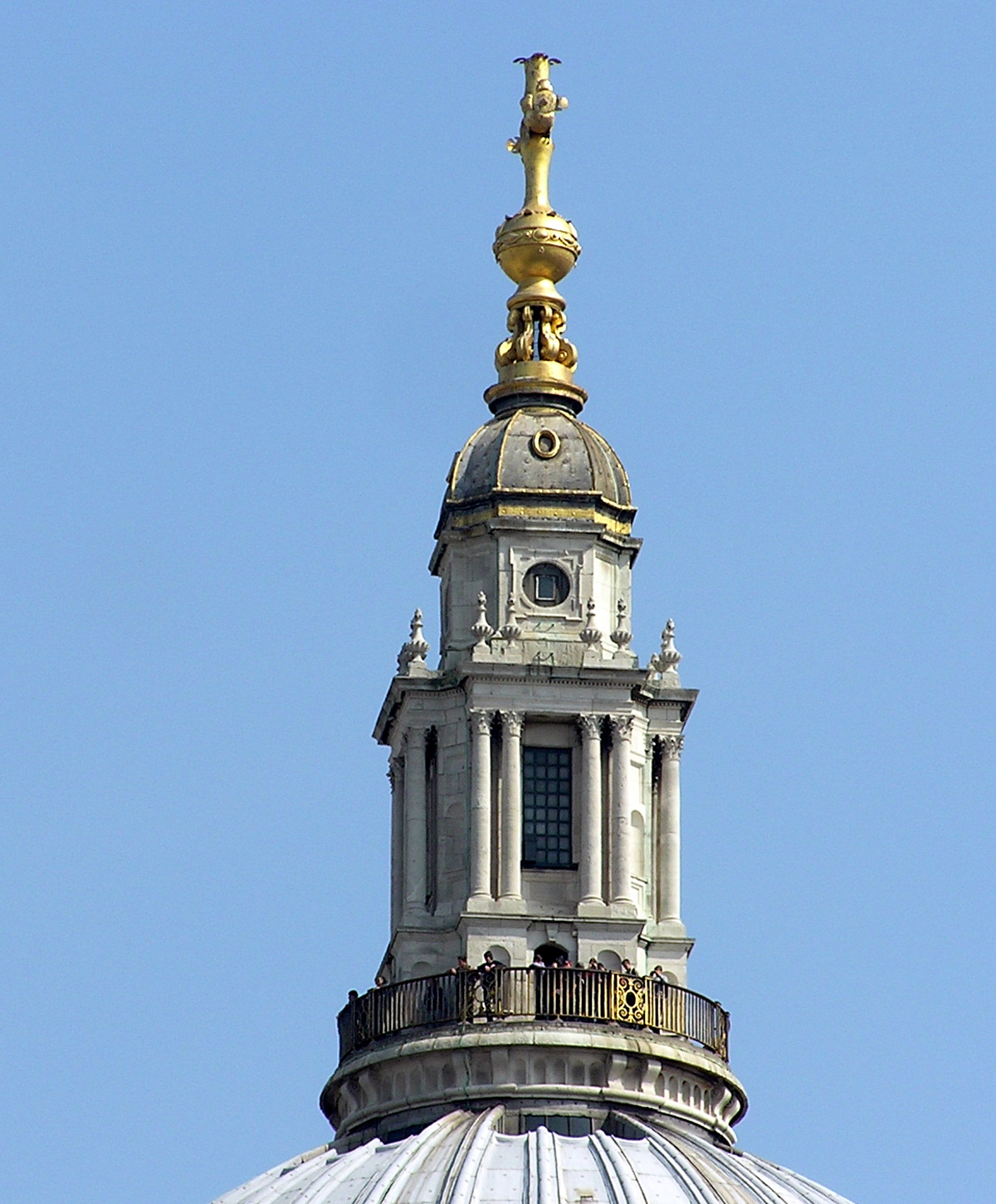
Lanterninen
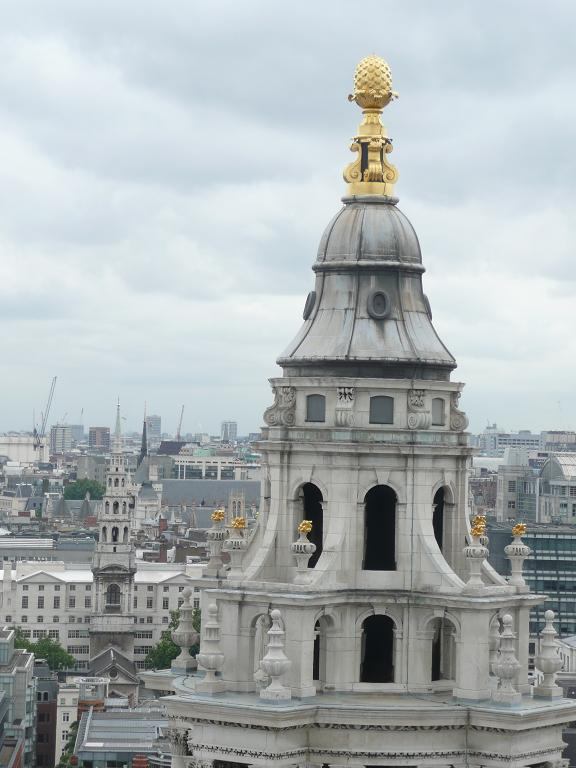
Toppen av nordvästra tornet
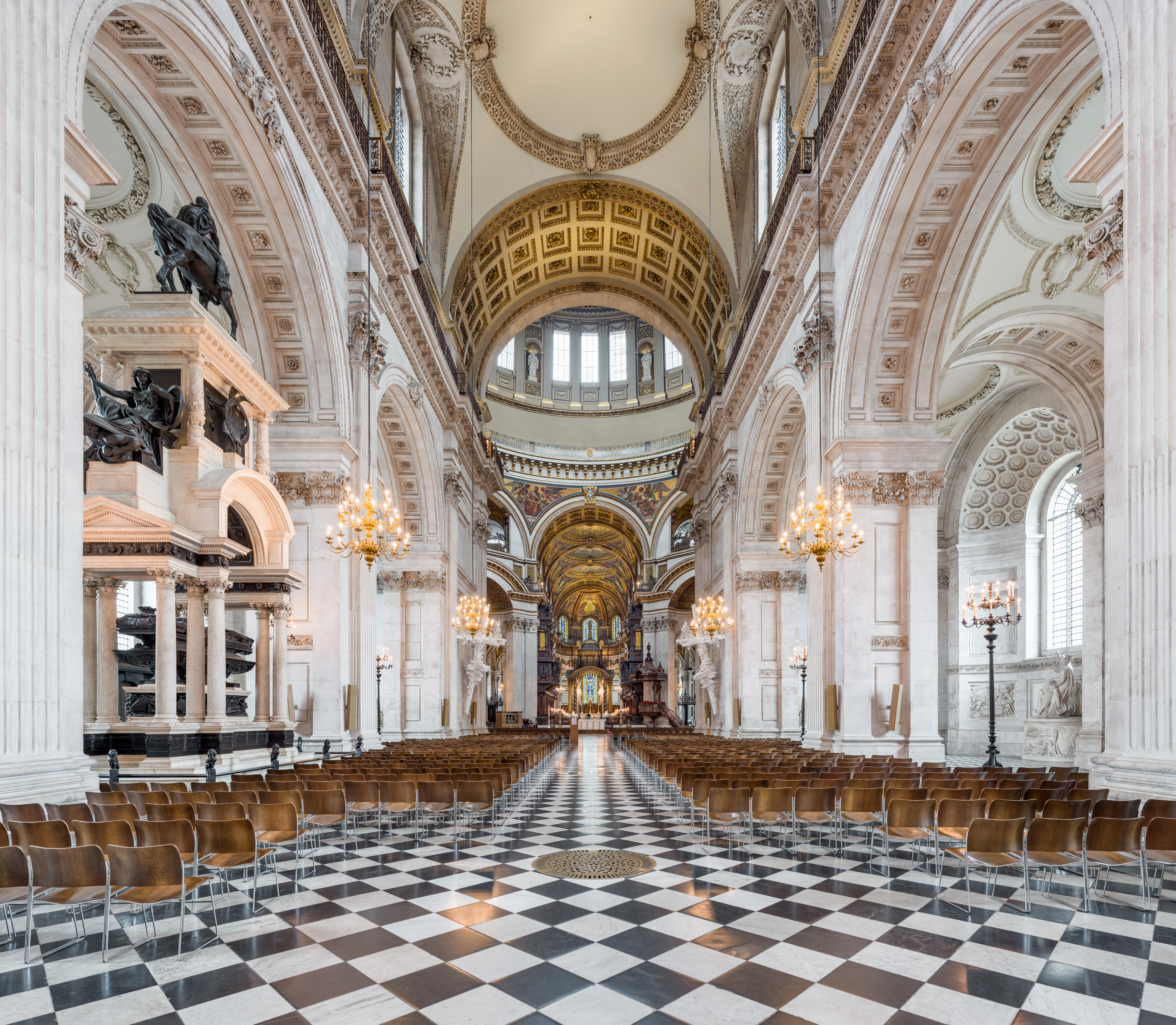
Långskeppet
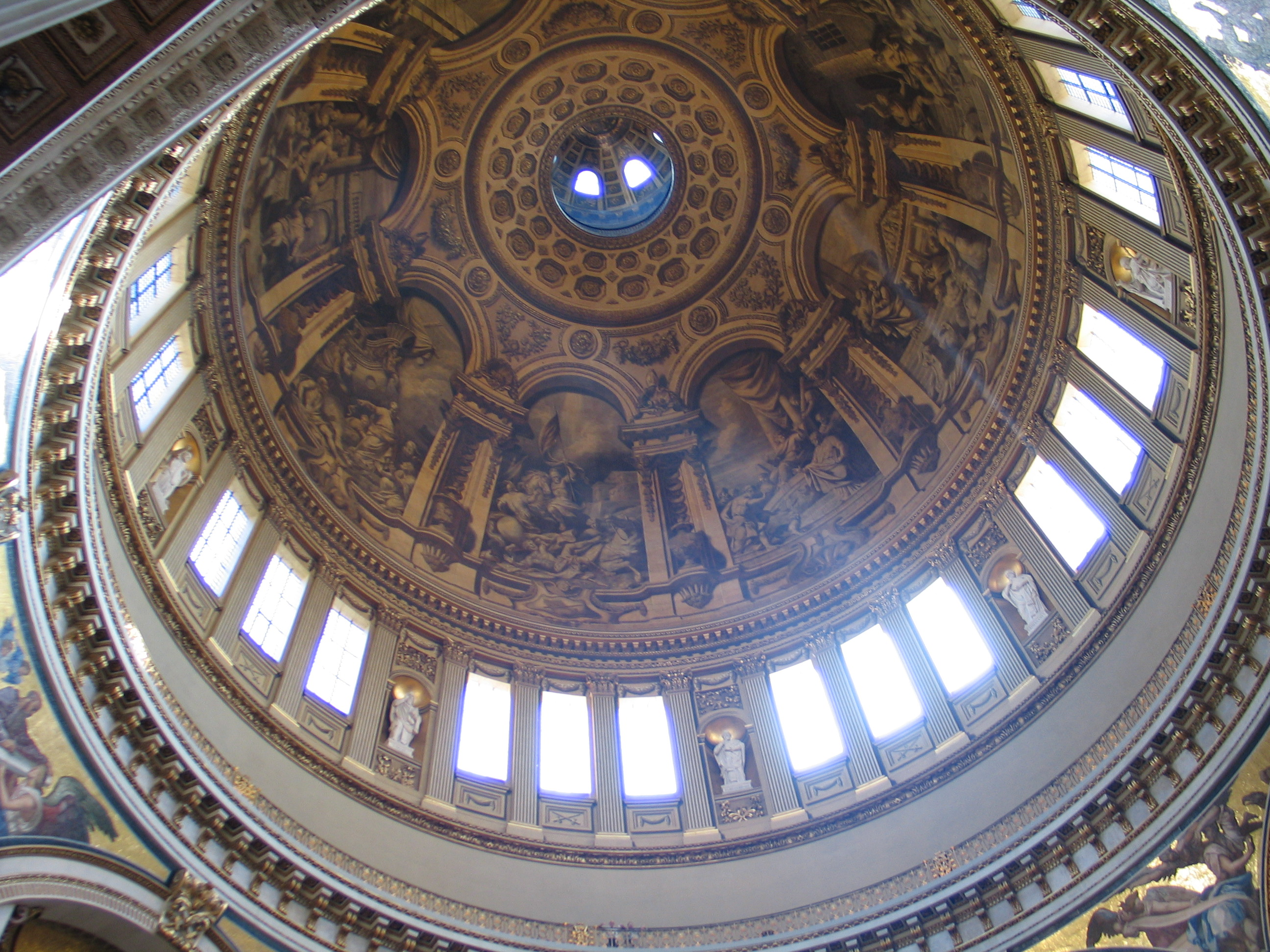
Interiör från kupolen